# Kirke (Bungert)
Kirke ist der erste Teil der Tetralogie Homerische Welt des Komponisten August Bungert. Dieser verfasste auch das Libretto dazu. Seine Uraufführung erlebte dieses Theaterstück am 29. Januar 1898 durch Ernst von Schuch am Hoftheater in Dresden. In Bungerts Werkverzeichnis findet sich dieses Werk als „op. 30/1“.

## Handlung
Vorspiel „Polyphemos“ – Gebirgsrücken, vom Meer umspült
Die Gestalt der Gäa erscheint in ungeheuerlicher unwirklicher Gestalt. Der auf einem Löwen reitende Eros erweckt die Welt.
Als der Himmel klar wird, erscheint ganz deutlich der Olymp. Dort versammeln sich gerade die Götter, um Zeus anzuflehen, Odysseus zu helfen. Langsam wird es heller, und man erblickt am Fuße des Ätna die Höhle des Zyklopen Polyphemos. Zu hören ist der Chor der Okeaniden („Wachst du, Schwester?“). Polyphemos liegt betrunken vor seiner Höhle und erwacht erst, als Odysseus ihm das Auge ausbrennt. Derart geblendet bemerkt er nicht, wie Odysseus und dessen Gefährten, an Schafe geklammert, entfliehen.
Als die Flüchtenden ihr Schiff erreicht haben, verrät Odysseus Polyphemos deren Flucht. Dieser verflucht sie und fleht nun seinen Vater Poseidon um Rache an. Während Odysseus und dessen Gefährten mit dem Schiff aufs offene Meer fliehen, umkreisen die Okeaniden unter Heil-Rufen das Schiff.
Verwandlung – Man hört aus den Kulissen Perianders Lied „Weit übers Meer hin“
1. Akt – Küste der griechischen Insel Äa
Kirke, die Tochter des Sonnengottes Helios, sitzt, umgeben von ihren Dienerinnen, am Strand und beklagt ihr Schicksal. Da nähert sich – geleitet von Hermes – Odysseus, der König von Ithaka. Um Odysseus zu helfen, belegte Hermes diesen mit einem Zauber, so dass Kirkes Zauberkraft ihm nichts anhaben kann.
Kirke und Odysseus verlieben sich ineinander, und als sie sich ihm hingibt, erhalten die – in Schweine verwandelten – Gefährten ihre menschliche Gestalt wieder. Als Periander Odysseus vor Kirke warnt, tötet dieser ihn in seiner Verblendung. Als Kirke mit Odysseus eine rauschende Orgie feiert, erscheint plötzlich drohend Gäa, und während ihres Liedes fällt der Vorhang.
2. Akt – am Strand der griechischen Insel Äa
Die Gefährten von Odysseus sind an der Pest erkrankt, und sie geben ihm die Schuld daran. Als sie ihn verfluchen, kommt er endlich zur Besinnung und will vor Kirke fliehen. Er hilft seinen Gefährten, ein Schiff zur Flucht zu bauen, als plötzlich Helios erscheint. Er will Odysseus töten, doch Kirke fleht ihn um Gnade an. Sie wird gnadenvoll gewährt, doch Odysseus wird daraufhin sehr krank. Kirke lässt ihn durch ihre Zauberkraft einschlafen und seinen Traum Wirklichkeit werden.
Verwandlung – Im Hades (mit musikalischer Überleitung)
Tief unter den Grotten und Grüften fließt der Styx. Odysseus opfert sich und beschwört Teiresias. Dieser prophezeit ihm seine Zukunft und auch die des Agamemnon, Ajax, Achilleus und die der Antikleia. Als Ajax und Achilles mit dem verwundeten Periander erscheinen, bricht Odysseus, überwältigt von dem Gehörten, bewusstlos zusammen.
3. Akt – Olymp
Helios und Poseidon klagen Odysseus bei Zeus an und wollen dessen Tod. Zeus allein kennt das Schicksal von Odysseus das diesem bereits seit Anbeginn der Zeit vorbestimmt ist.
Verwandlung – Palast der Kirke
Kirke hält immer noch den schlafenden Odysseus im Arm. Immer wieder flüstert dieser den Namen seiner Ehefrau – Penelopeia. Vergeblich versucht Kirke ihn zu halten. Odysseus erwacht – völlig gesund – und verlangt nun nach seiner Freiheit. Weder die paradiesische Landschaft Äas noch der Liebreiz Kirkes können ihn auf der Insel halten (Lied „Liebst du meine Lieder?“).
Auch als Kirke gesteht, schwanger zu sein, ändert Odysseus seinen Entschluss nicht. Er sucht seine Gefährten am Strand auf, um endlich in die Heimat zu segeln. Da erscheint wieder Helios, um erneut zu versuchen, Odysseus zu töten. Gerade noch rechtzeitig erscheint Hermes zur Rettung. Durch Kirkes Zauber schläft ihr Vater Helios ein. Die drei Moiren spinnen weiter am Schicksal, und als Gäas wilder Gesang ertönt, fällt der Vorhang.